# Walter Willy Nelson
Walter Willy Nelson, född 30 juni 1927  i Helsingborg, död 28 december 2019 i Lund , var en litteraturvetare, författare och poet.

## Biografi
Nelson föddes i Helsingborg som son till skräddaremästaren Anton Natalis Nilson och Agda Broström. Fadern dog tidigt, och Nelson tillbringade ett par år av sina barndom hos sin morfar Nils Broström i Norra Össjö utanför Hishult. När morfadern dog 1936, flyttade han till sin mor i Helsingborg. Efter studentexamen i Helsingborg flyttade han till Lund för litteraturstudier, och tog 1964 en Fil. lic. i litteratuhistoria med avhandlingen Oscar Wilde i svensk kritik fram till första världskriget .
Nelson arbetade under många år på Universitetsbiblioteket, Lunds universitet, och skrev vid sidan om sitt arbete ett stort antal böcker om litteraturhistoria, varav många avhandlade den engelske författaren Oscar Wilde, så som i Oscar Wilde in Sweden and other essays (1965), och Oscar Wilde and the dramatic critics • a study in Victorian theatre (1989). Nelson skrev även poesi, såsom diktsamlingen Irlands regntunga himmel (1990).
Nelson var också med om att bygga upp ryttmästare John Andréns stiftelses specialsamlingar om bland annat Oscar Wilde på Ystads stadsbibliotek.
Nelson är begravd på Norra kyrkogården i Lund .